# موستکی (استان اوپوله)
موستکی (به لهستانی: Mostki) یک منطقهٔ مسکونی در لهستان است که در گمینا رودنگکی واقع شده‌است. موستکی ۱۲۶ نفر جمعیت دارد.